# No Front
No Front è un singolo del rapper statunitense Comethazine, pubblicato il 20 marzo 2020.

## Tracce
1. No Front – 1:45